# Lestrimelitta
Lestrimelitta es un género de himenópteros apócritos de la familia Apidae. Es considerado el único en la tribu Lestrimelittini. Según otras clasificaciones pertenece a la tribu Meliponini. Contiene unas 10 especies descritas. La característica principal de este género es que son abejas saqueadoras de otras especies de melipónidos. En Brasil son consideradas abejas dañinas y se pretende eliminarlas. La corbícula en esta tribu es rudimentaria, pero transportan en ella polen y cerumen.

## Especies del géneroLestrimelitta
- Lestrimelitta limao (Smith, 1863). Su distribución geográfica se extendería desde México hasta el sur de Brasil, Paraguay y norte de Argentina. Son abejas sociales, cleptobioticas (término utilizado para indicar que roban alimento o materiales a otras especies), saqueando colonias de otras especies como Tetragonisca angustula, Nannotrigona y Frieseomelitta varia. (Michener, 1974). No visitan flores. A la entrada del nido hay una protuberancia de cerumen (Sakagami e Laroca, 1963). La miel producida por esta especie de abeja puede ser peligrosa, se recomienda no consumirla (Nogueira-Neto, 1970).
- Lestrimelitta ehrhardti Friese, 1931 - sudeste de Brasil.
- Lestrimelitta guyanensis Roubik, 1980 - Guayana Francesa.
- Lestrimelitta monodonta Camargo & Moure, 1989 - Roraima (Brasil).
- Lestrimelitta glabrata Camargo & Moure, 1989 - Amazonas y Roraima (Brasil).
- Lestrimelitta chamelensis Ayala, 1999 - América Central y México.
- Lestrimelitta niitkib Ayala, 1999 - América Central y México.
- Lestrimelitta danuncia Oliveira & Marchi, 2005 - Costa Rica y Panamá.
- Lestrimelitta mourei Oliveira & Marchi, 2005 - Costa Rica.
- Lestrimelitta glaberrima Oliveira & Marchi, 2005 - Guyana Francesa.